# 藤田貴寛
藤田 貴寛（ふじた たかひろ、1983年（昭和58年）- ）は能楽師（笛方一噌流）である。

## 概説
加賀藩御抱えの笛方能役者であった藤田家に、藤田次郎の長男として生まれる。10代目の祖父で人間国宝・文化功労者の藤田大五郎及び父に師事する。東京藝術大学邦楽科を卒業、同大学院に進学するが中退した。在学中に主専攻笛を宗家の一噌庸二、また一噌幸弘、藤田朝太郎から教授された。
2018年度（平成30年度）より、東京藝術大学邦楽科非常勤講師。公益社団法人能楽協会会員。

## 脚註